# Suomen Pankki
Die Bank von Finnland  (finnisch Suomen Pankki oder  schwedisch Finlands Bank) ist die Zentralbank von Finnland. Sie ist die viertälteste Zentralbank der Welt. Die Bank von Finnland ist Mitglied des Europäischen Systems der Zentralbanken und verantwortlich für die Beschaffung, Regulierung und Herstellung der benötigten Zahlungsmittel in Finnland.
Die einzige Filiale befindet sich in Vantaa.

## Geschichte

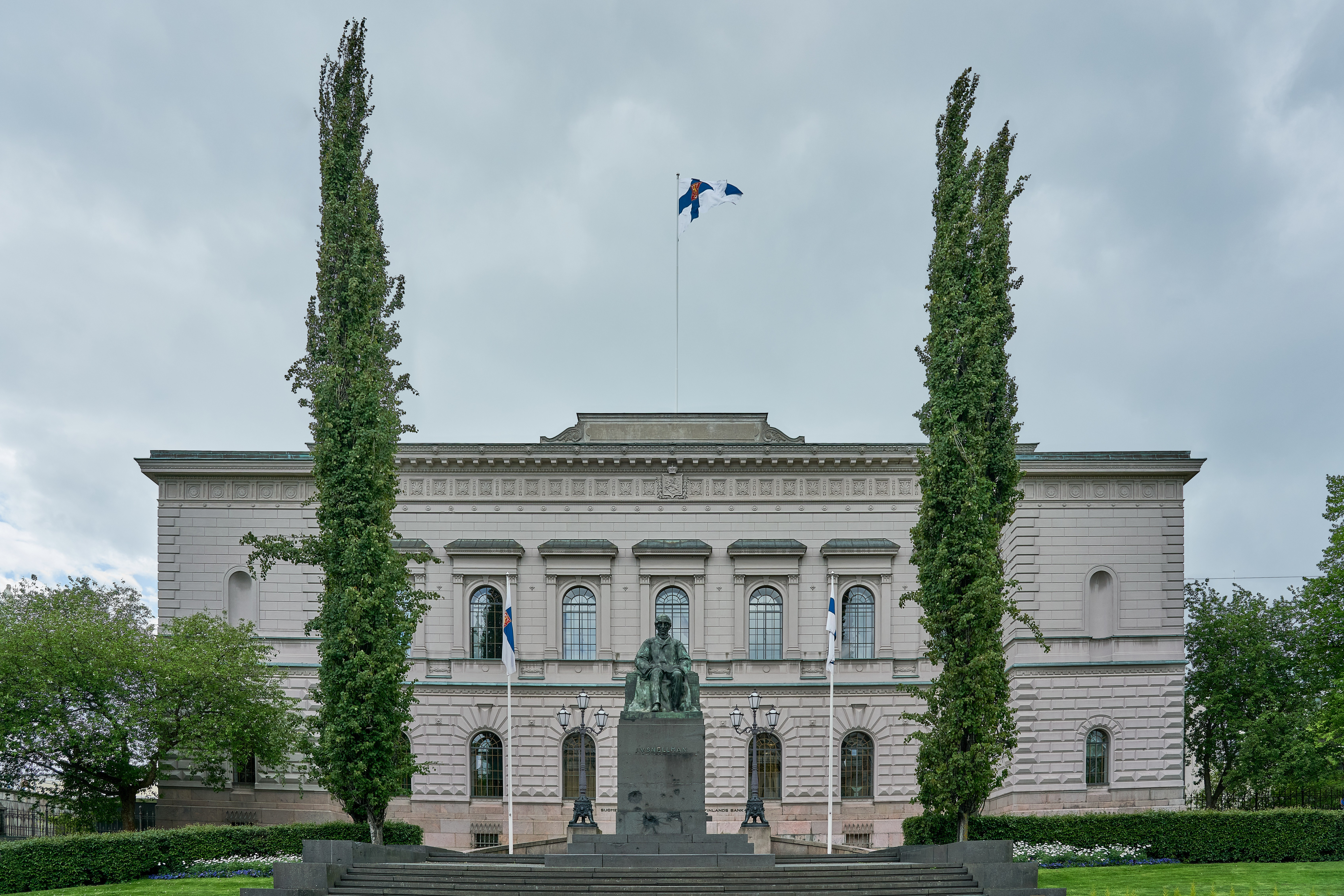
Hauptgebäude der Bank von Finnland in Helsinki, errichtet 1876–1883 von Ludwig Bohnstedt

Am 1. März 1811 wurde in Turku, der damaligen Hauptstadt des Großfürstentums Finnland, von Zar Alexander I. mit dem „Wechsel-, Kredit- und Depositionskontor im Großfürstentum Finnland“ (schwedisch Wäxel-, Låne- och Depositions-Contoiret i Stor-Furstendömet Finland, finnisch Waihetus-, Laina- ja Depositioni-Contori Suomen Suuren-Ruhtinaanmaassa) die Vorgängerbank der finnischen Zentralbank gegründet. Im Jahre 1819 zog die Bank nach Helsingfors um, und ihre zunächst wenig bedeutsamen Aufgaben wurden nach und nach erweitert. So erhielt sie 1840 das Recht zur Ausgabe von Banknoten, und 1865 wurde ihr die Kontrolle über die vom Rubel gelöste Finnische Mark übertragen. Im Jahre 1999 führte Finnland den Euro als offizielles Zahlungsmittel ein, und die Finnische Mark wurde abgeschafft.

## Organisation
Gemäß § 91 der Verfassung der Republik Finnland wird die Tätigkeit der Bank von Finnland vom Parlament garantiert und beaufsichtigt. Ein neunköpfiger, vom Parlament eingesetzter Bankausschuss überwacht die Tätigkeit der Bank. Für die Wahrnehmung aller der Bank obliegenden Aufgaben ist der Vorstand (fi. johtokunta, schw. direktion, engl. Board of Directors) verantwortlich.
An der Spitze des Vorstands steht der auf Vorschlag des Bankausschusses vom finnischen Präsidenten ernannte pääjohtaja beziehungsweise chefdirektör, fallweise als CEO, Generaldirektor, Gouverneur u. ä. übersetzt. Höchstens fünf weitere Mitglieder des Vorstands werden direkt vom Bankausschuss berufen. Die Amtsperiode des Vorsitzenden beträgt sieben Jahre, die der übrigen Vorstandsmitglieder fünf Jahre.
In Verbindung mit der Bank agiert die selbständige Finanzaufsichtsbehörde (fi. finanssivalvonta, schw. finansinspektion, Abkürzung FIN-FSA), die die Finanzmärkte überwacht.

### Vorstand
- Olli Rehn, Vorsitzender (seit 12. Juli 2018, beurlaubt 23. September 2023 bis 30. Januar 2024)[4]
- Marja Nykänen, Stellvertretende Direktorin (seit 1. Februar 2017) und kommissarische Vorsitzende
- Tuomas Välimäki, Vorstandsmitglied (seit 12. Juli 2018)
- Kimmo Virolainen, stellvertretendes Vorstandsmitglied